# Ликёро-водочный завод

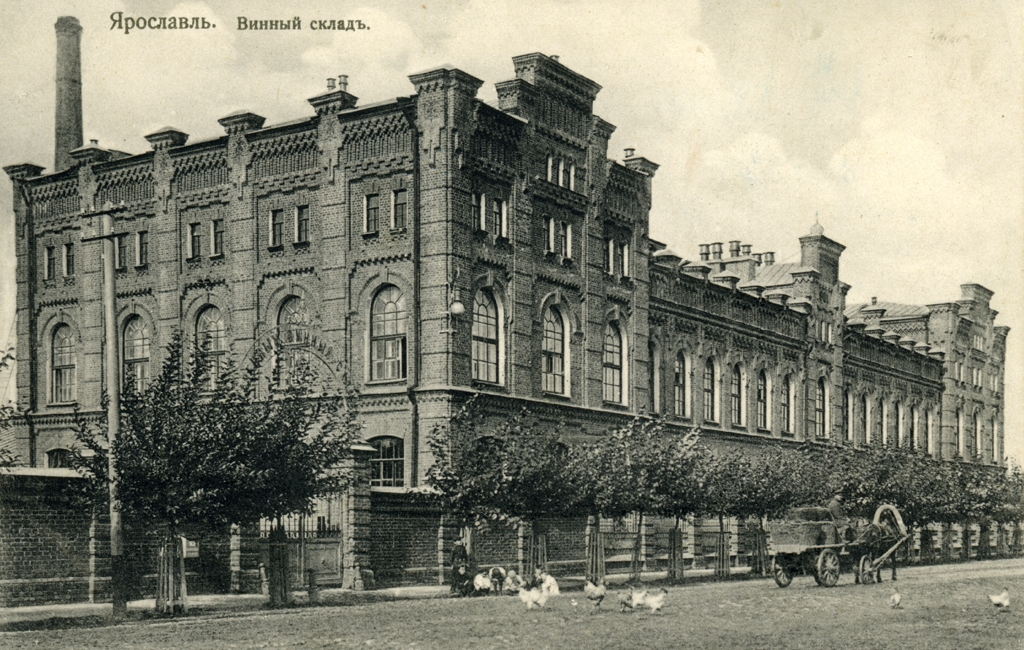
Здание Ярославского ликёро-водочного завода

О предприятиях по производству вина см. статью винный завод

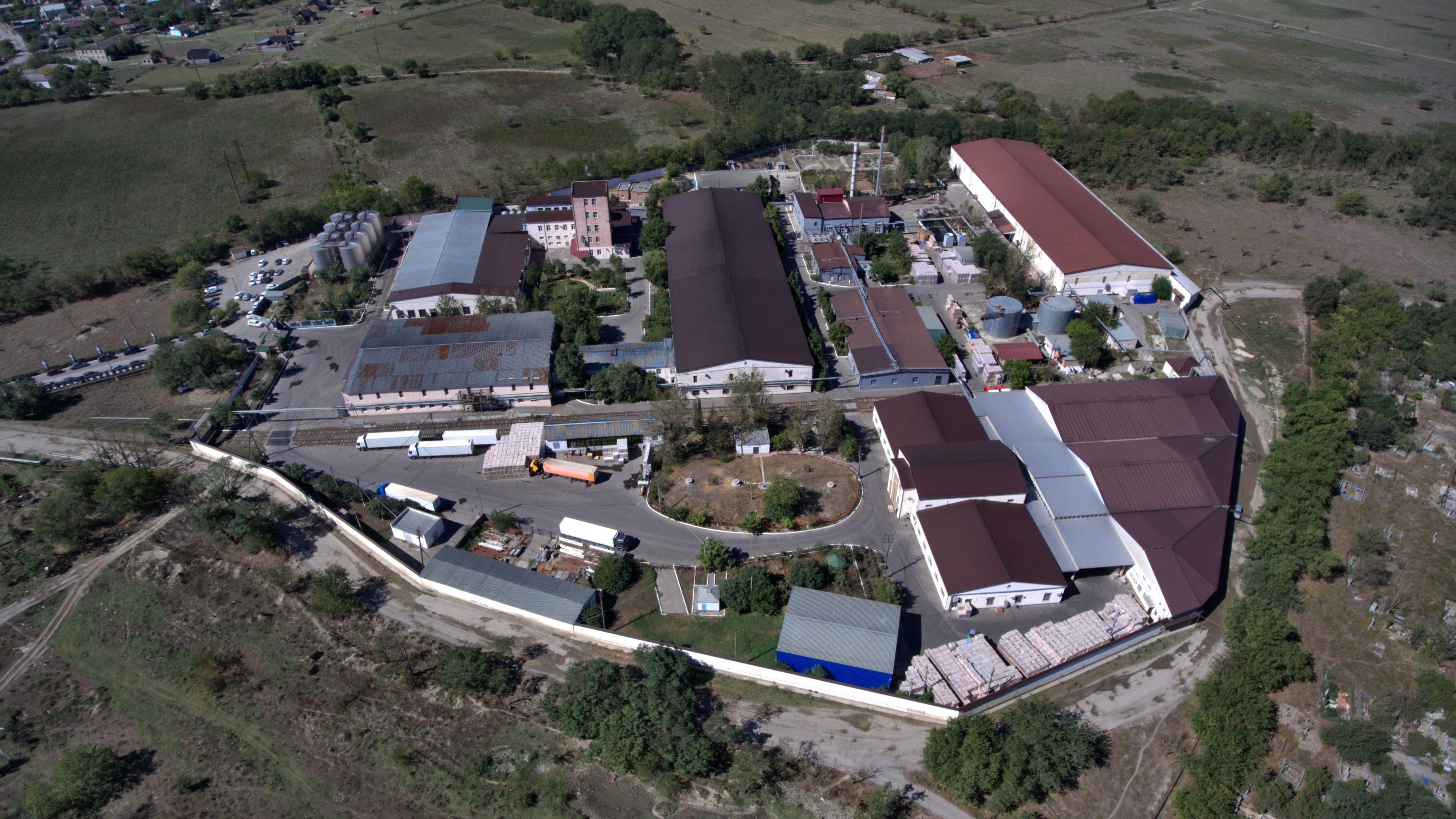
Одна из производственных площадок Кизлярского коньячного завода

Ликёро-во́дочный (спиртово́дочный) заво́д (устар. винокуренный завод) — предприятие, где путём дистилляции производят крепкие алкогольные напитки или спирт. Близкий по смыслу термин «винокурня» обычно предполагает, что производство крепкого алкоголя или спирта ведётся кустарным способом и в сравнительно небольших объёмах. Предприятие по производству виски называют дистиллерия (в просторечии — вискикурня или вискарня). Предприятие по производству коньяка или бренди — коньячный завод.

## История
Массовое изготовление крепких спиртных напитков стало возможным к концу Средних веков по мере развития технологии дистилляции. Торговля такими напитками стала принимать заметный масштаб к XVI веку, однако первые упоминания появляются существенно раньше: 1334 год — коньяк, 1485 — английские джин и виски, 1490—1494 — шотландский виски, 1520—1522 годы — немецкий брантвайн (шнапс), рубеж XV и XVI веков — русская и польская водка. Подробнее об изобретении и развитии дистилляции см. История алкогольных напитков.
В Российской империи винокурни держало дворянское сословие на территории собственных имений. Монополия поместного дворянства на винокурение служила для него в середине XIX века одним из основных источников дохода. Положение о питейном сборе 1861 года ликвидировало эту монополию и вместе с ней винный откуп, открыв сферу производства алкоголя для купечества. После Октябрьской революции винокурни были национализированы и переименованы в ликёро-водочные заводы.

## Технология производства

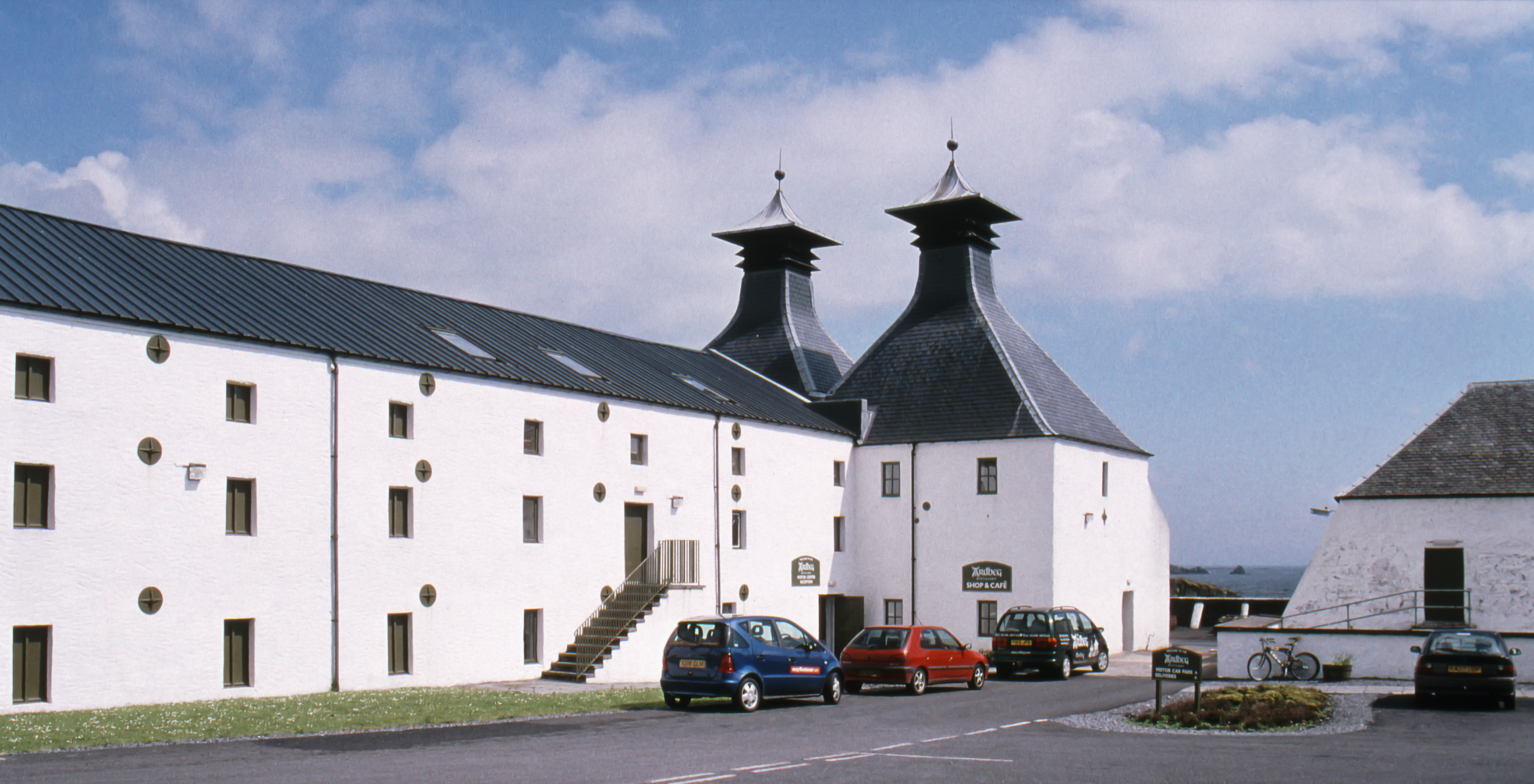
Вискикурня Ardbeg

Все спирты проходят как минимум две процедуры: ферментацию и дистилляцию. Ферментация — процесс создания спиртосодержащей жидкости, дистилляция — отделение и извлечение спирта. Для запуска процесса брожения необходимо сырьё в жидком виде, содержащее солод, с последующим добавлением дрожжей. Дрожжи — это живые организмы, питающиеся сахарозой. Побочным продуктом этого потребления является этанол и двуокись углерода (CO2).
Учитывая тот факт, что этиловый спирт кипит при более низкой температуре, чем вода, две жидкости можно разделить, согласно физическим процессам, путём выпаривания. Таким образом, нагревая брагу в перегонном кубе и улавливая выделяющиеся пары́ спирта, можно концентрировать спирт. Этот процесс усложняется тем, что помимо этанола  в браге присутствуют также различные виды других химических соединений с разными температурами кипения. Все вместе они известны как конгенеры, и эти химические вещества придают спиртным напиткам «характер» и аромат. Некоторые конгенеры желательны в небольших количествах, другие следует как можно более качественно удалять при перегонке. Этиловый спирт, пригодный для употребления, имеет температуру кипения 78,2 °C. Конгенеры имеют температуру кипения, как правило, немного выше или ниже, чем у спирта.
В процессе перегонки из воды первыми испаряются пары́ более летучих спиртов с самой низкой температурой кипения. Они носят название «спирт-сырец». Затем идёт необходимый для производства этиловый спирт. Поскольку спирты с более низкой температурой кипения испарились, остаётся вода, белки́, углеводы и менее летучие спирты с более высокой температурой кипения, содержащие сивушные масла и метанол. Перегонный аппарат будет работать для отделения этих менее летучих спиртов от браги до тех пор, пока жидкость, оставшаяся в перегонном кубе, не составит около 1 % спирта от объёма жидкости. Дальнейшее отделение небольших количества оставшегося спирта экономически нецелесообразно, поэтому оставшаяся в перегонном кубе жидкость под названием барда отправляется на дальнейшую переработку или находит применение в виде удобрения в сельском хозяйстве. Спирт-сырец, а также остаточные спирты, в последующем подлежат повторной дистилляции с целью выделения этанола и из них.
Полученный спирт, методом перегонных кубов или путём колонной дистилляции, можно хранить в любом подходящем сосуде или деревянных бочках (чаще дубовых) для прохождения процесса созревания. После выдержки, если это необходимо по технологии, готовый продукт доводится до необходимой крепости и разливается по бутылкам.

## Виды методов дистилляции

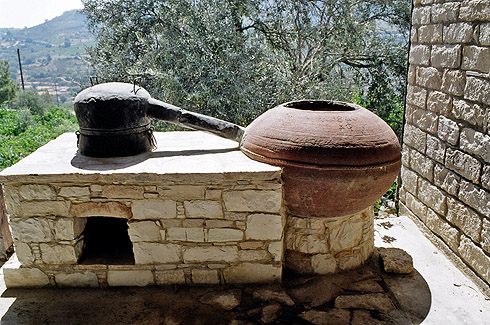
Примитивный перегонный куб: простая каменная печь, в которую встроен куб со шлемом, и труба, ведущая к ёмкости с водой

### Перегонный куб
Перегонный куб — первый известный метод получения дистиллята в истории. Сам «перегонный куб» представляет собой большую ёмкость в форме луковичного, цилиндрического или иного котла, в котором нагревается первично ферментированная жидкость, также известная как брага. Этанол испаряется раньше воды, так как температура его испарения составляет 78,37 °C. При испарении этанол проходит через систему охлаждающих трубок в другой сосуд для прохождения процесса конденсации. Также вместе с этанолом конденсируются и содержащиеся в сырье соединения, называемые конгенерами (англ. Congener), которые также испаряются во время дистилляции и могут влиять на вкусовые характеристики напитка.
К конгенерам относятся:
- сложные эфиры;
- дубильные вещества;
- метанол;
- сивушные спирты (масла).

Важным при производстве с применением этого метода является соблюдение крепости напитка и необходимого набора конгенеров или ароматизирующих соединений в конечном продукте.
Перегонные кубы сделаны, как правило, из меди — материала, который взаимодействует с жидкостью на молекулярном уровне для улучшения профиля дистиллята, особенно с соединениями серы, которые образуются при метаболизме дрожжей во время ферментации. В целом, перегонные кубы создают более крепкие дистилляты и часто сохраняют больше аромата сырых ингредиентов, чем другие типы перегонных аппаратов. Они более просты и удобны. Очень немногие дистиллерии используют открытое пламя для нагрева перегонных кубов, остальные используют паровые рубашки или внутренние змеевики.

### Колонная дистилляция

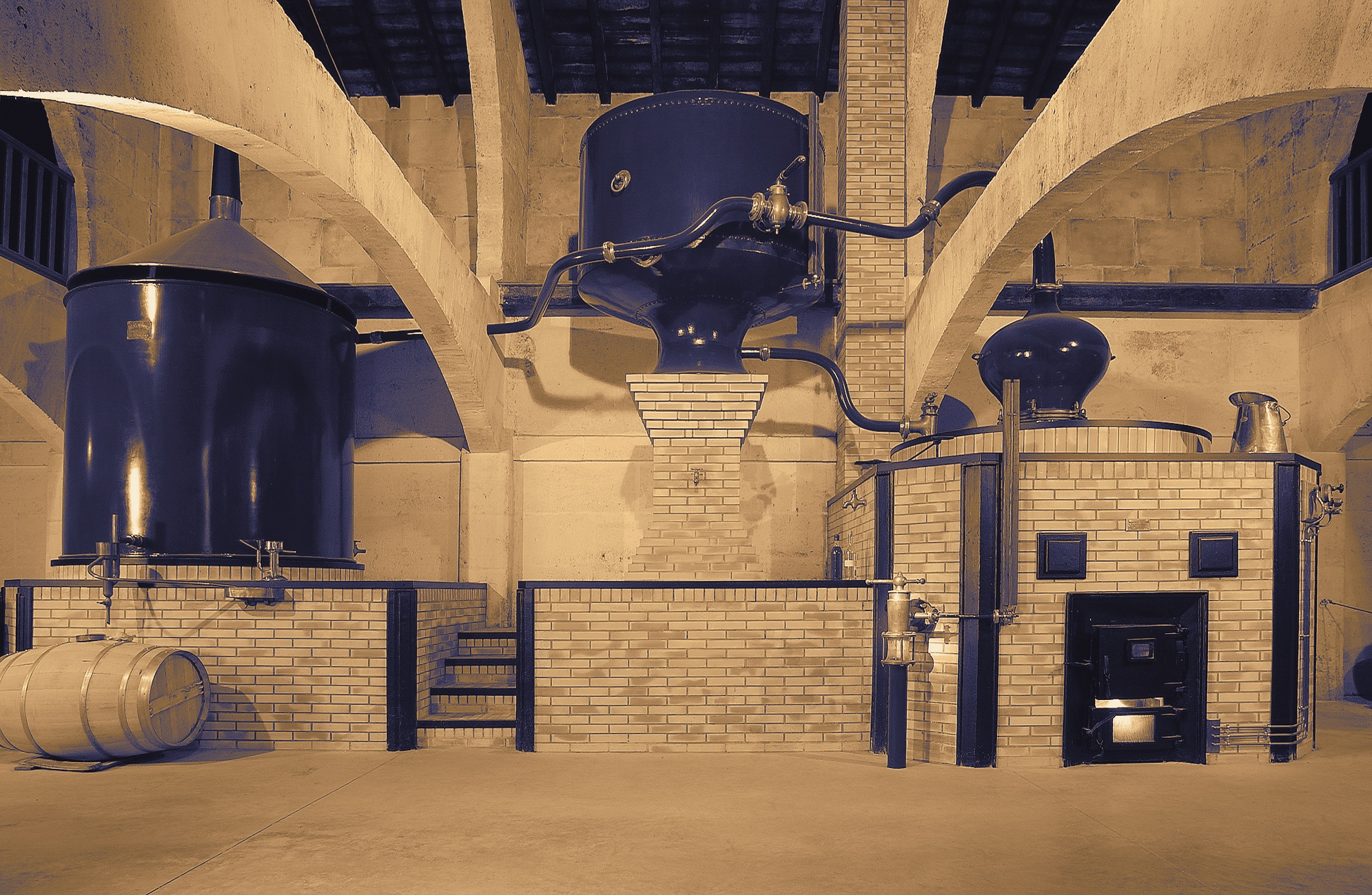
Предприятие по производству коньяка Martell

Колонная дистилляция непрерывного действия является результатом эволюции применения метода перегонных кубов. Начиная с XIX-го века коммерческие дистиллерии искали более быстрый метод дистилляции (так как перегонные кубы необходимо было промывать после каждой партии). Энеас Коффи и Роберт Стейн по отдельности в 1831 году изобрели и усовершенствовали метод «колонной дистилляции». Своё название метод получил из-за колонн огромных размеров, которые могут достигать высоты нескольких этажей. При колонной дистилляции брага непрерывно впрыскивается в колонну, при этом пар постоянно поднимается вверх, насыщая её. Температура пара варьируется таким образом, чтобы удалить спирт из промывной воды́ и оставить нежелательные соединения, когда он поднимается вверх по колонне. Колонная дистилляция не требует очистки между партиями. Конструкция колонн и их последовательные соединения способствуют непрерывному протеканию и очистки паров спирта. Это позволяет более эффективно проводить повторную дистилляцию. Дистилляция в колонне даёт более нейтральный спирт с более высоким содержанием алкоголя, чем при перегонке в кубах. Некоторые спирты, полученные методом колонной перегонки, перегоняются повторно до 34 раз (для получения необходимой крепости и очищения от конгенеров).
Большая часть виски перегоняется в перегонных аппаратах именно непрерывного действия. Как и перегонные кубы, они могут различаться по размерам и материалам. Также такой метод называют «фракционной дистилляцией», которая относится к различным фракциям (соединениям), которые улавливаются в разных точках на днище колонны перегонного куба.
Самый простой способ представить внутреннюю структуру перегонного куба — вообразить множество перегонных кубов, соединённых вместе, один над другим. Чем больше этажей в колонне, тем чище — или «ректификованнее» — дистиллят на выходе.